# Blackbeard

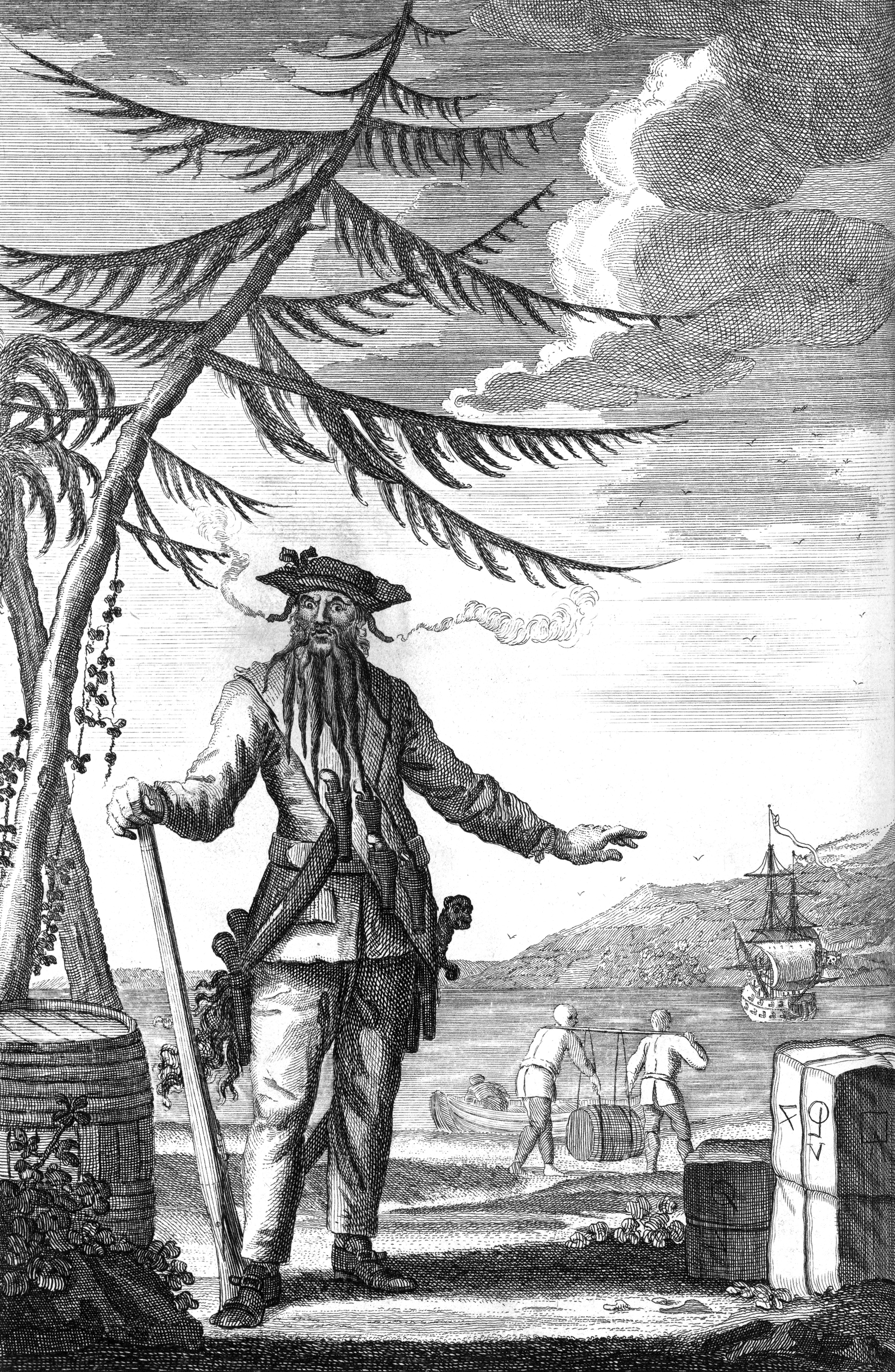
Darstellung von Blackbeard in einem Geschichtsbuch von 1736

Edward Teach, auch Thatch, Thack (* vermutlich um 1680 in Bristol, Königreich England; † 22. November 1718 in der Province of North Carolina) war ein britischer Pirat, der weltweit als Blackbeard bekannt wurde. Er war vor allem im Nordwestatlantik im Bereich der amerikanischen Ostküste und der Bahamas aktiv. Von der „Boston News-Letter“, der einzigen damaligen Tageszeitung der Englischen Kolonien in Nordamerika, wurde er vermutlich fälschlicherweise mit dem Namen Edward Thatch überliefert. Blackbeard war laut Aussage seines Gefangenen Henry Bostock: „a tall Spare Man with a very black beard which he wore very long“ („ein hochgewachsener schlanker Mann mit einem sehr schwarzen Bart, den er sehr lang trug“). Er gilt bis heute als einer der bekanntesten englischen Piraten der Welt. Im Gegensatz zu seinem martialischen Auftreten beim Entern und der offiziellen britischen Propaganda ist kein Fall bekannt, bei dem tatsächlich Seeleute aufgebrachter Schiffe umgekommen wären, sieht man von seinem letzten Gefecht gegen die Royal Navy ab.

## Leben
Über sein frühes Leben ist wenig bekannt. Er wird schriftlich im August 1717 zum ersten Mal namentlich erwähnt. Vermutlich wurde er 1680 in Bristol (England) geboren. Seine Karriere begann er als Matrose auf Schiffen, die während des Spanischen Erbfolgekrieges (1701–1714) von Jamaika aus in See stachen. Die Kapitäne dieser Schiffe besaßen offizielle Kaperbriefe, die sie dazu berechtigten, im Namen der britischen Krone feindliche Schiffe zu kapern und Beute zu machen.
Viele Freibeuter machten nach Kriegsende mit ihrem einträglichen Geschäft weiter, ohne Genehmigung der Krone. Blackbeard diente in dieser Zeit an Bord eines jamaikanischen Schiffs unter dem Befehl des Piraten Benjamin Hornigold. Im August 1717 übernahm er erstmals das Kommando über die Sloop Revenge, die zuvor von Stede Bonnet, dem 29-jährigen Sohn eines reichen Zuckerrohr-Pflanzers aus Barbados, befehligt worden war. Stede Bonnet hatte diese Sloop bauen und 126 Mann Besatzung anheuern lassen, um ein Leben als Pirat zu führen, geriet jedoch bald an ein spanisches Kriegsschiff, dem er nur mit viel Glück entkam, wobei er ein Drittel seiner Besatzung verlor und selbst schwer verwundet wurde.

### Kapitän „Blackbeard“
In den ersten drei Wochen des Oktobers 1717 griff er Chesapeake Bay, Philadelphia und New York an, wobei er sich nie länger als zwei Tage an einem Ort aufhielt. Während dieser Zeit erbeutete er mindestens 15 Schiffe, womit er schlagartig zum gefürchtetsten Piraten der amerikanischen Ostküste wurde. Als sich die militärischen Behörden zur Suche nach ihm aufmachten, war er schon mit seinem Schiff Revenge und zwei aufgebrachten Prisenschiffen unterwegs in die östliche Karibik.

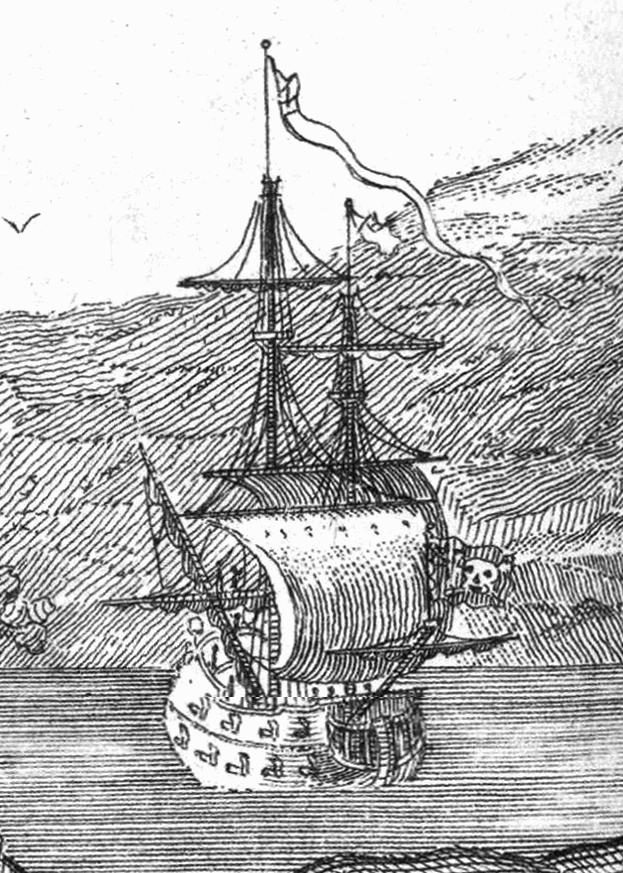
Das Schiff Queen Anne’s Revenge

Dort brachte er am 17. November 1717 das 250 Tonnen schwere französische Sklaventransportschiff La Concorde unter Kapitän Pierre Dosset auf. Es war nicht in der Lage, sich zu verteidigen, da zuvor 16 Mann der Besatzung an Skorbut und blutigem Ausfluss (durch Skorbut) gestorben waren und der Rest der Besatzung sehr geschwächt war. Außerdem waren von den 40 Stellplätzen für Kanonen viele unbesetzt, um mehr Platz für die 516 angeketteten Sklaven zu schaffen. Von den 455 zum Zeitpunkt der Aufbringung noch lebenden Sklaven behielt Blackbeard 61, die restlichen 394 überließ er Kapitän Pierre Dosset, die dieser anschließend auf Martinique verkaufen ließ. Blackbeard übernahm die La Concorde, baute sie für seine Zwecke um und nannte sie Queen Anne’s Revenge. Sklaventransportschiffe waren als Piratenschiffe gut geeignet, da sie groß, schnell und gut bewaffnet waren.
Blackbeard hatte seine Hauptquartiere auf den Bahamas und in dem Gebiet der britischen Kolonie Carolina. Der Gouverneur von North Carolina, Charles Eden, nahm Beute von Blackbeard an; im Gegenzug gewährte er ihm inoffiziellen Schutz und eine amtliche Begnadigung. Schon nach einigen Wochen kehrte Blackbeard jedoch zur Piraterie zurück. Umstritten ist, ob er sein Vermögen verprasst hatte und seine Finanzlage wieder aufbessern wollte oder ob ihn, nach vielen Jahren auf See, das Leben an Land schlicht langweilte. Die Überfälle häuften sich in der Folgezeit.
Den Namen „Blackbeard“ (engl. f. Schwarzbart) erhielt er wegen seines dichten schwarzen Bartes. Blackbeard, der sich mit mehreren Klingen, Messern und Pistolen behängt zeigte, wurde besonders wegen der brennenden Lunten bekannt, die er vor einer Schlacht in seinen langen Bart zu binden pflegte. Diese „teuflische“ Erscheinung, die er selbst kultivierte, hat ihn zum Inbegriff des unerschrockenen Piraten werden lassen. Dass sein Äußeres auch seinen Ruf als besonders grausamer Seeräuber begründete, hat so manchen Kapitän eines Handelsschiffs dazu gebracht, ohne Gegenwehr zu kapitulieren.
Obwohl Blackbeard durch seine äußere Erscheinung und sein Auftreten dafür sorgte, dass er gefürchtet wurde, ging es ihm nicht nur um Gewalt. Vor allem kleinere Schiffe kaperte er gerne, ohne auch nur eine Kanone abzufeuern. Diese Gewohnheit wurde ihm letztendlich zum Verhängnis.

### Niederlage gegen Maynard und Tod

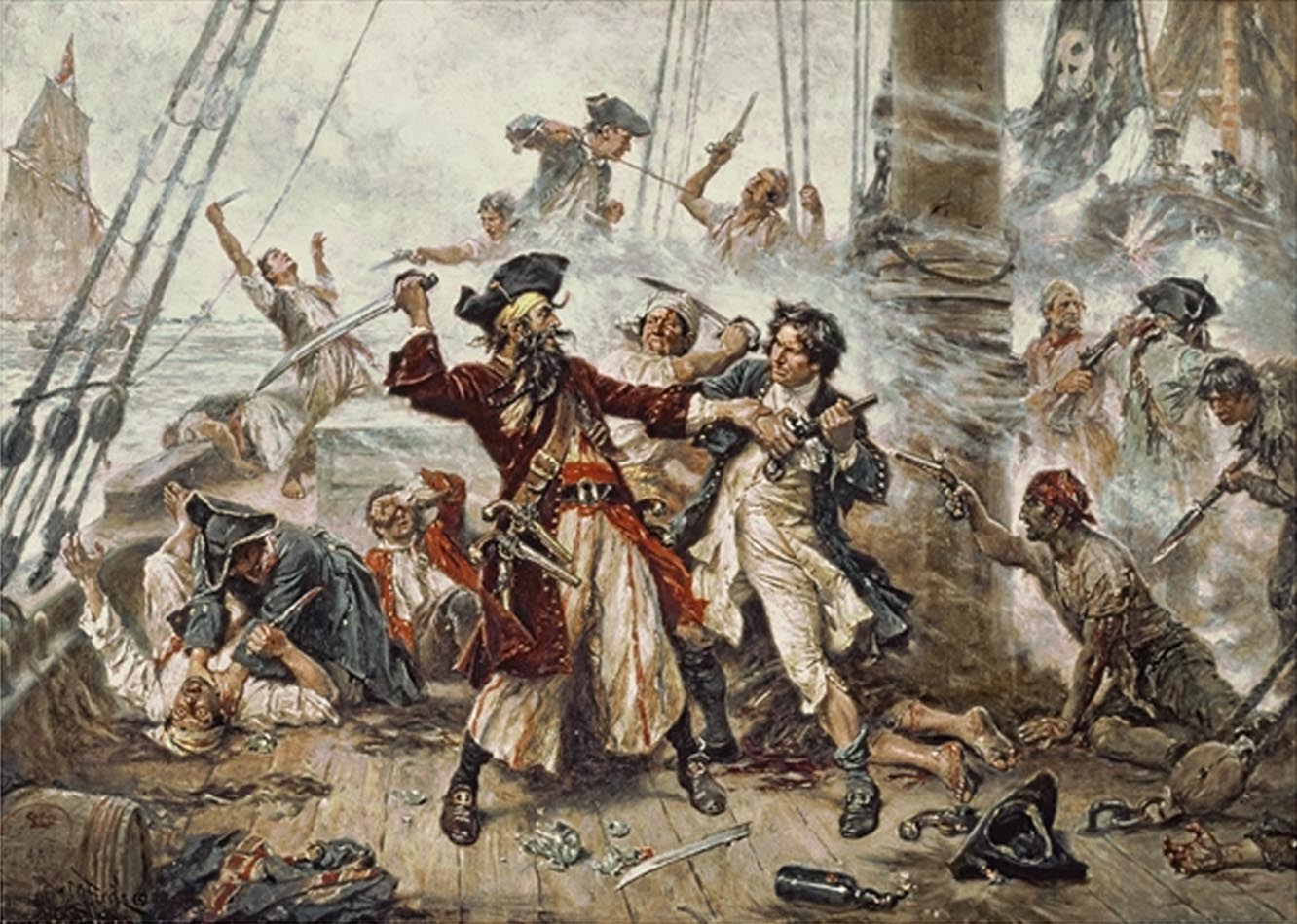
Blackbeard im Kampf mit Robert Maynard, Gemälde von Jean Leon Gerome Ferris.

Anlässlich der Belagerung des Hafens von Charleston, South Carolina, im Mai 1718, bei der Blackbeard, schwer drogen- und alkoholabhängig, lediglich eine Schachtel Laudanum im Wert von nur 600 Dollar sowie Medizin für seine Mannschaft forderte, beschloss der Gouverneur von Virginia, Alexander Spotswood, die Aussendung zweier Kriegsschiffe unter dem Kommando des Lieutenants der Royal Navy Robert Maynard, um Blackbeard festzunehmen bzw. zu töten.
Die Royal Navy erwartete ihn mit zwei Sloops in Höhe von Ocracoke Inlet. Bei den Schiffen, der Ranger und der Jane, handelte es sich um eigens für diese Aktion gemietete Handelsschiffe. Unter Deck versteckten sich zusätzliche 56 Mannschaftsmitglieder von der Pearl und der Lyme, die auch an der Aktion beteiligt waren. Da die Ranger und die Jane offensichtlich keine Kanonen an Bord hatten, entschloss sich Blackbeard, die Schiffe zu entern. Als Blackbeards Männer die gegnerischen Schiffe entern wollten, stampfte Maynard mit dem Fuß auf die Planken. Dies war das Zeichen für die Männer, die die beiden Schiffe anstelle der Kanonen „geladen“ hatten, an Deck zu stürmen. Blackbeard war von dem Angriff überrascht und seine Männer waren in der Unterzahl. Blackbeard starb am Blutverlust durch Pistolenschüsse und Hiebe; an seiner Leiche wurden fünf Schusswunden und zwanzig Schnittwunden festgestellt.

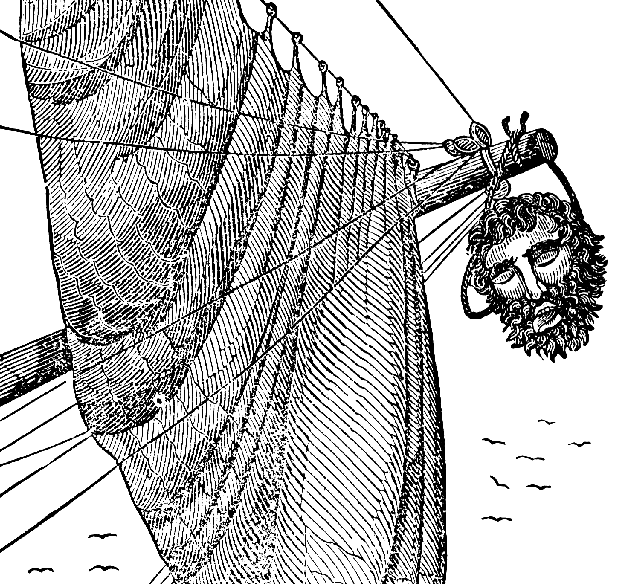
Blackbeards Kopf an Maynards Schiff

Blackbeard wurde enthauptet und sein Kopf an den Bugspriet von Maynards Schiff gehängt, bis die Piratenjäger wieder in Virginia eintrafen.
Die Legende besagt, dass Blackbeards Körper noch mehrere Runden um das Schiff schwamm, bevor er auf den Meeresboden sank.
Romantisierende Legenden ließen Blackbeard zum Thema von Romanen, Spielfilmen und Berichten werden. Sein mutmaßliches Flaggschiff, die Queen Anne’s Revenge, wurde 1996 nahe Beaufort, North Carolina, entdeckt und Teil einer Touristenattraktion.

## Politische Komplikationen
Die Beweggründe des Gouverneurs Spotswood, Blackbeard aufzubringen, werden in der General Historie of the Most Notorious Pyrates von Captain Charles Johnson beschrieben; die zweite Ausgabe von 1726 bediente sich dabei eines besonders scharfen Tons. Hiernach hatte Spotswood keinesfalls rechtschaffen „die Geduld verloren“, sondern eindeutig illegal gehandelt. Er war als Gouverneur von Virginia nicht berechtigt, in North Carolina einzuschreiten. Obwohl man ihm zugutehalten kann, dass er vermutlich eine Allianz Blackbeards mit dem Piraten Charles Vane befürchtete und verhindern wollte, findet sich doch keine legale Grundlage für sein Eingreifen, zumal Blackbeard zu diesem Zeitpunkt kein Überfall in Virginia offiziell vorgeworfen werden konnte.
Eine Theorie für Spotswoods Handeln basiert auf seinen innenpolitischen Schwierigkeiten in Virginia, die besonders mit dem wachsenden Einfluss der Siedler um Philip Ludwell den Jüngeren zusammenhingen. Was im Nachhinein besonders schwer gegen Spotswood spricht, sind seine Verleumdungsversuche gegen den Gouverneur von North Carolina, Charles Eden, mit denen er versuchte, sein eigenes Eingreifen (also die Festnahme der überlebenden Piraten und vor allem die Beschlagnahme sämtlicher Besitztümer der Piraten) zu rechtfertigen. Spotswood warf Eden und einem seiner Mitarbeiter, Tobias Knight, nämlich vor, mit Blackbeard gemeinsame Sache gemacht zu haben und durchweg korrupt zu sein. Dieser Streit zog sich über Jahre hin und führte am Ende zu Edens Rehabilitation und Spotswoods Entlassung aus dem Dienst.
Andere Quellen geben als Grund für das Ende von Spotswoods Gouverneursamt allgemeine Querelen mit dem Rat von Virginia und dessen prominentem Mitglied James Blair an.

## Verfilmungen, Musik, Spiele

Die Piratenflagge von Blackbeard

Schon in der Stummfilmzeit ist die Figur des Blackbeard in mehreren Verfilmungen aufgetreten, zum Teil als Nebenrolle, zum Teil auch als Hauptperson. Der Disney-Film Käpt’n Blackbeards Spuk-Kaschemme von 1968 stellt dabei allerdings nur eine geschönte, kindgerechte Version seines Charakters dar. In dem Kinderfilm Jimmy und die Piraten (The Boy and the Pirates, 1960) von Regisseur Bert I. Gordon ist Blackbeard (Murvyn Vye) zwar schon eher ein Bösewicht, aber immer noch ziemlich „zahm“. Im Film Die Piratenkönigin erscheint Blackbeard, dargestellt von Thomas Gomez, als Nebenfigur. Im japanischen Manga bzw. Anime One Piece gibt es die Figur Marshall D. Teach einen Piraten, der den Namen „Blackbeard“ trägt.
- 1911 – Blackbeard, US-amerikanischer Stummfilm
- 1952 – Kampf um den Piratenschatz (Blackbeard the Pirate), Spielfilm mit Robert Newton als Blackbeard und Keith Andes als Robert Maynard
- 1968 – Käpt’n Blackbeards Spuk-Kaschemme (Blackbeard’s Ghost), Disney-Film mit Peter Ustinov als Blackbeard
- 2001 – Die Abrafaxe – Unter schwarzer Flagge, deutscher Trickfilm um die Abrafaxe
- 2002 – Taucht „Marshall D. Teach“ alias „Blackbeard“ das erste Mal in dem Manga und der Anime-Serie One Piece auf.
- 2004 – Queen Anne’s Revenge ist ein Song der irisch-amerikanischen Folk-Punk-Band Flogging Molly
- 2005 – Blackbeard – Der wahre Fluch der Karibik (Blackbeard), Fernseh-Dokumentation mit James Purefoy als Blackbeard und Roger Barclay als Lt. Maynard
- 2006 – Blackbeard, zweiteilige Fernsehverfilmung mit Angus Macfadyen als Blackbeard, Mark Umbers als Lt. Robert Maynard und Richard Chamberlain als Governor Charles Eden
- 2010 – Die Schule der Piraten, Schul-Theaterstück, Peter Haus
- 2011 – Pirates of the Caribbean – Fremde Gezeiten, vierter Teil von Fluch der Karibik. Blackbeard wird von Ian McShane gespielt.
- 2011 – CBBC Horrible Histories – Blackbeard song[3]
- 2013 – Epic Rap Battles of History – Blackbeard vs Al Capone.
- 2013 – Assassin’s Creed IV: Black Flag – Taucht als Edward Teatch bzw. Blackbeard auf und kämpft an der Seite des Protagonisten Edward Kenway.
- 2014 – In der NBC-Serie Crossbones verkörpert John Malkovich die Person des Blackbeard.
- 2016 – In der Starz-Serie Black Sails verkörpert Ray Stevenson die Person des Blackbeard.
- 2022 – In der HBO-Max-Serie Our Flag Means Death, welche die "Piratenkarriere" Stede Bonnets humoristisch aufarbeitet, wird Blackbeard von Taika Waititi dargestellt.
- 2025 – Blackbeard ist ein Song der deutschen Folk-Band Mr. Hurley & die Pulveraffen

## DVDs
- Blackbeard – Der wahre Fluch der Karibik. Alles über die echten Räuber der Meere. Doku-Drama. Bestellnr. 4006448 75388 7
- Fluch der Karibik – Fremde Gezeiten.(Pirates of the Caribbean-on stranger Tides)
- Käpt’n Blackbeards Spuk-Kaschemme (Blackbeard’s Ghost), Disney-Film mit Peter Ustinov als Blackbeard

## Trivia
- In der fünften Staffel der Cartoon-Serie The Simpsons tritt Blackbeard zusammen mit anderen „Verdammten“ wie John Wilkes Booth, John Dillinger, Lizzie Borden und Benedict Arnold als Geschworener in einem Prozess des Teufels gegen Homer Simpson auf.
- In dem Jugendbuch Percy Jackson – Im Bann des Zyklopen taucht Blackbeard als halbsterblicher Sohn des Kriegsgottes Ares auf. Er war von der Zauberin Kirke über Jahrhunderte in ein Meerschweinchen verwandelt und wird im Verlauf der Handlung versehentlich befreit. Während Blackbeard und seine Männer Kirkes Insel verwüsten, kapert der Romanheld Percy Jackson die Queen Anne’s Revenge und nutzt sie zur Weiterreise.
- Für den japanischen Manga und Anime „One Piece“ existieren mehrere Charaktere, die an seine Namen angelehnt sind, so z. B. Edward Newgate, bekannt als Whitebeard, Marshall D. Teach bzw. Blackbeard, Brownbeard sowie Thatch, der einen der Kommandanten von Whitebeard stellt und der von Teach umgebracht wurde.
- In der Jugendbuchserie Die drei ??? wird Blackbeard in der Folge Der Super-Papagei erwähnt. Der Papagei Blacky zitiert den Satz: „Ich bin Blackbeard der Pirat! Meinen Schatz vergrub ich in finsterer Nacht, wo die Toten halten ewig Wacht. Johoo – und ‘ne Buddel Rum!“
- Auch wenn ihm mit „Pirates of the Caribbean – Fremde Gezeiten“ ein eigener Film gewidmet wurde, kann man seine Flagge schon in „Pirates of the Caribbean – Am Ende der Welt“ sehen. Daneben sind auch Flaggen anderer berühmter Piraten zu sehen, wie z. B. von "Calico Jack" Rackham (Flagge der Black Pearl).